# Jens Kristian Jensen
Jens Kristian Jensen (-Byge) (Pedersborg, 1885. március 22. – Vordingborg, 1956. március 27.) olimpiai ezüstérmes dán tornász.
Az 1912. évi nyári olimpiai játékokon indult tornában és a svéd rendszerű csapat összetettben ezüstérmes lett.
Klubcsapata a Skytterforeningernes Hold volt.